# Don Dada Mixtape Vol. 1
Albums de Alpha Wann
PPP
(2019)
La Don Dada Mixtape Vol. 1 est une mixtape du rappeur français Alpha Wann, sortie le 18 décembre 2020 sur le label Don Dada Records.
Sur cette mixtape, Alpha Wann fait participer de nombreux rappeurs : Kaaris, Infinit’, Freeze Corleone, Lesram, Nekfeu, VEUST, Ratu$, K.S.A, Deen Burbigo, Kalash Criminel et 3010.

## Historique
Le 3 octobre 2020, Alpha Wann dévoile sur son compte Instagram l'existence d'un titre en collaboration avec Kaaris et Infinit'. Quelques jours plus tard, le journaliste Fif Tobossi révèle sur Mouv' la sortie imminente d'une mixtape prévue pour novembre 2020. Le 9 octobre, Alpha Wann révèle la présence d'un morceau avec Freeze Corleone sur ce projet.
En décembre de la même année, le rappeur sort le morceau apdl, accompagné d'un clip, et annonce la date de sortie de sa mixtape pour la fin de semaine. Le projet se vend à près de 25 000 exemplaires en première semaine, avant d'être certifié disque d’or le 10 février 2021. Le 16 avril de la même année, sort le clip de velux, morceau solo de Ratu$. Le 14 février 2022, la Don Dada Mixtape Vol. 1 est certifiée disque de platine, puis double platine début 2025.

## Pochette
Le design graphique de la mixtape est réalisé par Rægular. La pochette reprend une photographie du « Partido Animalista Con el Medio Ambiente » (PACMA), un parti espagnol de défense des animaux. Le cliché, pris en janvier 2016, documente la « Luminarias », une tradition religieuse du village de San Bartolomé de Pinares où cavaliers et chevaux traversent des feux pour être bénis et protégés.

## Accueil critique
Le projet est très bien reçu par la critique. « À l’instar de Saitama, héros de One Punch Man, après dix ans d’entraînement, Philly Flingo cherche désormais des adversaires à sa mesure. » (Les Inrocks). « Alpha Wann n'a pas blagué : son style qu'on lui connaît si bien et un casting de folie » (Mouv'). 

## Liste des titres
| No  | Titre                                         | Producteur(s)                                             | Durée |
| --- | --------------------------------------------- | --------------------------------------------------------- | ----- |
| 1.  | mitsubishi                                    | Richie Beats                                              | 1:26  |
| 2.  | philly flingo                                 | 3010                                                      | 2:53  |
| 3.  | soldat tue soldat (feat. Kaaris & Infinit')   | LamaOnTheBeat & JayJay                                    | 3:04  |
| 4.  | ny à fond (feat. Freeze Corleone)             | Freeze Corleone, LamaOnTheBeat, JayJay, Congo Bill & Flem | 2:48  |
| 5.  | san andreas (by Lesram & Nekfeu)              | Hologram Lo'                                              | 3:06  |
| 6.  | trapchat (feat. VEUST)                        | JayJay                                                    | 2:49  |
| 7.  | velux (by Ratu$)                              | LamaOnTheBeat & JayJay                                    | 2:20  |
| 8.  | fahrenheit 451                                | FREAKEY!                                                  | 1:44  |
| 9.  | apdl                                          | JayJay & LamaOnTheBeat                                    | 2:42  |
| 10. | super swishstyle 2 (by K.S.A)                 | Dojo The Plug, LamaOnTheBeat &JayJay                      | 1:46  |
| 11. | aaa (feat. Nekfeu)                            | Richie Beats & Platinumwav                                | 2:44  |
| 12. | dirty dancing (feat. Deen Burbigo & Infinit') | Monomite                                                  | 2:49  |
| 13. | piston vs pacers (feat. Kalash Criminel)      | Yebü & JayJay                                             | 3:21  |
| 14. | malevil (by Nekfeu)                           | Hologram Lo'                                              | 3:25  |
| 15. | carrelage italien                             | Hologram Lo'                                              | 2:59  |
| 16. | 3095 pt2 (feat. 3010 & Nekfeu)                | Selman                                                    | 3:16  |
| 17. | la lune attire la mer                         | Bunkerworldd & Binks Beatz                                | 3:16  |

Notes
- A l'inverse d'UMLA tous les titres sont stylisés en minuscule[11].
- 3095 pt2 est la deuxième partie d'un morceau sorti en 2014.

## Titres certifiés en France
- mitsubishi :  Or[12]
- philly flingo :  Platine[13]
- ny à fond :  Or[14]
- aaa (feat. Nekfeu) :  Or[15]
- malevil (de Nekfeu) :  Or[16]
- 3095 pt2 (feat. 3010 & Nekfeu)  Or[17]

## Clips vidéo
- apdl (Alpha Wann) : 14 décembre 2020
- velux (Ratu$) : 16 avril 2021

## Classements et certifications

### Classement par pays
| Classements                  | Meilleure position |
| ---------------------------- | ------------------ |
| Belgique (Wallonie Ultratop) | 11                 |
| France (SNEP)                | 6                  |
| Suisse (Schweizer Hitparade) | 29                 |

### Certifications et ventes
| Région        | Certification | Ventes/Streams |
| ------------- | ------------- | -------------- |
| France (SNEP) | 2 × Platine   | 200 000        |